# Fosfolipide

Fosfolipide di membrana

I fosfolipidi sono una classe di lipidi formati da una molecola di glicerolo esterificata con due acidi grassi e un gruppo fosfato; presentano una testa polare idrofila costituita dal gruppo fosfato e da una molecola di natura alcolica a esso legata e una coda apolare idrofobica formata da due acidi grassi (grassi saturi e grassi insaturi); i fosfolipidi sono, pertanto, molecole anfifiliche. 
A livello biologico i fosfolipidi partecipano alla struttura delle membrane cellulari e in particolare alla modificazione della permeabilità selettiva di queste ultime. Per formare le membrane cellulari, le code idrofobiche si accostano una all'altra, lontano dall'acqua, mentre le teste polari idrofile si pongono a contatto con il solvente acquoso.

## Glicerofosfolipidi
I glicerofosfolipidi (o fosfogliceridi) sono tutti derivati dall'sn-glicerolo-3-fosfato, nel quale il glicerolo (CH2OH-CHOH-CH2OH) è esterificato in posizione 3 con acido ortofosforico (H3PO4). Nei glicerofosfolipidi il glicerolo è esterificato in posizione 2 con un acido grasso, mentre in posizione 1 possono essere legati diverse classi di composti; poiché il carbonio 2 è asimmetrico, esistono due stereoisomeri possibili: L e D. In natura i glicerofosfolipidi sono tutti appartenenti alla serie L. In rapporto alla natura della molecola che si lega alla posizione 1 del glicerolo si possono distinguere tre sottoclassi di glicerofosfolipidi: 1,2-di-acil-fosfolipidi, 1-alchil-2-acil-fosfolipidi, 1-alchenil-2-acil-fosfolipidi. La prima sottoclasse comprende fosfolipidi esteri, mentre le altre due fosfolipidi eteri.

### Diacil-fosfolipidi

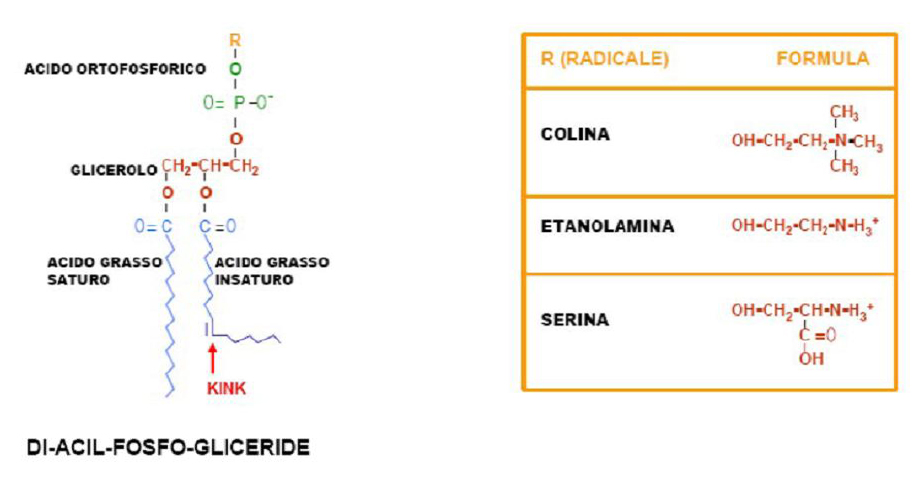
Diacil-fosfogliceridi

I diacil-fosfolipidi possono essere considerati come derivati dell'acido fosfatidico, nel quale il glicerolo è esterificato in posizione 1 e 2 con acidi grassi e in posizione 3 con acido ortofosforico. L'acido ortofosforico, oltre alla esterificazione con il glicerolo, presenta una seconda esterificazione con un alcol (amminoalcol o un amminoacido con gruppo alcolico o uno zucchero). Di conseguenza i diacil-fosfolipidi vengono indicati con il prefisso fosfatidil-, cui segue il nome del composto esterificato con il gruppo fosfato (es. fosfatidil-colina, fosfatidil-etanolammina, fosfatidil-inositolo). Nei fosfolipidi si trovano due tipi di acidi grassi: quelli saturi, in cui tutti gli atomi di carbonio sono saturi, e quelli insaturi, nei quali sono presenti uno o più doppi legami. L'acido grasso in posizione 2 dei diacil-fosfogliceridi delle membrane cellulari è usualmente insaturo.

### Alchil-acil-fosfolipidi

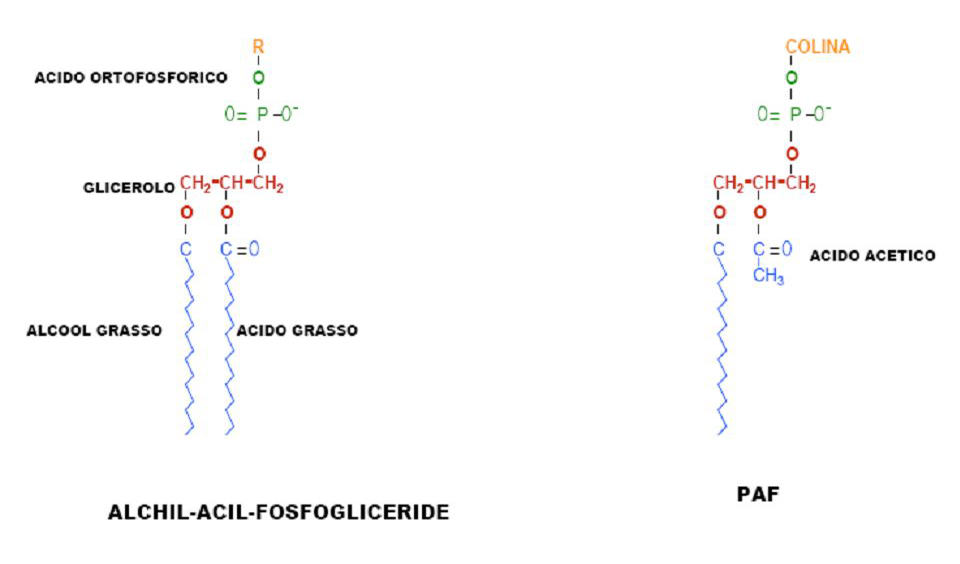
La struttura di un alchil-acil-fosfolipide (a sinistra) e quella del PAF (a destra)

Gli alchil-acil-fosfolipidi presentano un alcol a lunga catena eterificato con l'OH in posizione 1 del glicerolo. Questi composti vengono denominati secondo lo schema 1-alchil-2-acil-glicero-3-fosfo-, seguito dal nome del composto esterificato all'acido ortofosforico.
Il PAF (Platelet-activating factor) 1-O-esadecil-2-acetil-glicero-3-fosfocolina, importante mediatore delle reazioni infiammatorie, appartiene a questo gruppo di glicerofosfolipidi ed è caratterizzato dalla sostituzione dell'acido grasso in posizione 2 con acido acetico.

### Alchenil-acil-fosfolipidi

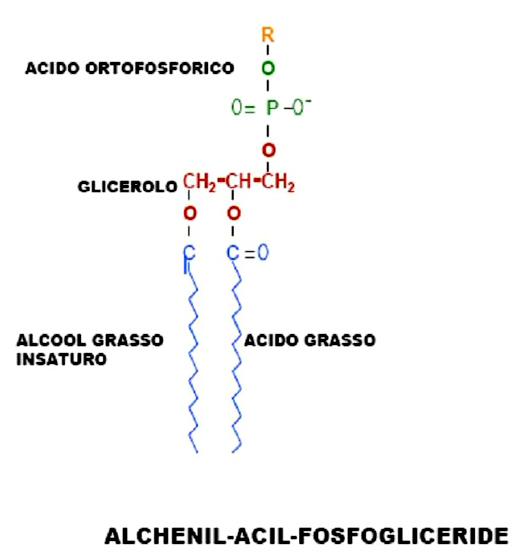
Struttura chimica di un plasmalogeno

Gli alchenil-acil-fosfolipidi possono essere considerati come derivati dell'acido plasmalogenico, analogo dell'acido fosfatidico, in cui però il glicerolo è eterificato in posizione 1 con un alcol alfa, beta insaturo (alchenile) in luogo dell'acido grasso (legame viniletereo), per cui questi composti vengono denominati plasmalogeni.
I plasmalogeni vengono denominati con il prefisso plasmalogenil- o plasmenil-, seguito dal nome del composto esterificato con l'acido ortofosforico (es. plasmalogenil-etanolammina).

## Sfingofosfolipidi

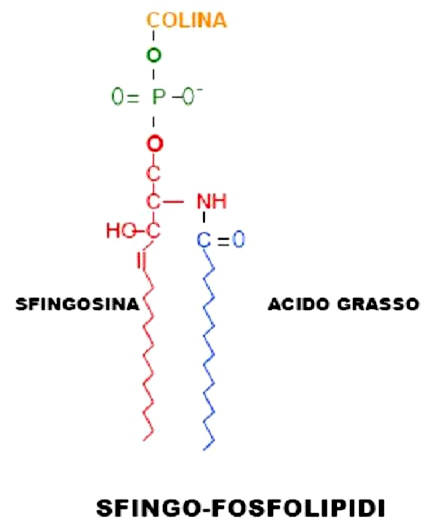
Struttura chimica di una molecola di sfingofosfolipide

Gli sfingofosfolipidi contengono, al posto del glicerolo, un amminoalcol a lunga catena: la sfingosina (C18). Negli sfingofosfolipidi, il gruppo amminico della sfingosina è legato con legame ammidico al gruppo carbossilico di un acido grasso (formando un composto chiamato ceramide), mentre il suo gruppo ossidrilico è unito con legame estere all'ortofosfato. Il gruppo ortofosfato è a sua volta esterificato con un amminoalcol, generalmente la colina, dando un composto chiamato sfingomielina o ceramide-1-fosforilcolina.

## Chimica-fisica dei fosfolipidi
I fosfolipidi sono molecole fortemente asimmetriche, caratterizzate dall'avere una voluminosa porzione alifatica apolare (coda), che è costituita dalle catene alifatiche non ramificate degli acidi grassi e della sfingosina, e una più piccola estremità polare (testa), costituita dall'ortofosfato e dal composto alcolico a esso esterificato, che può contenere i gruppi ossidrilico (OH), carbossilico (COOH), amminico (NH2) o lo ione ammonio quaternario (N+(CH3)3).
Per la loro struttura, i fosfolipidi manifestano proprietà idrofile nella testa e proprietà idrofobiche nella coda, per questo i fosfolipidi risultano sostanze anfipatiche (o anfifiliche). Tuttavia le caratteristiche idrofobiche sono dominanti, per cui i più comuni fosfolipidi sono insolubili in acqua, mentre risultano solubili nei solventi organici non polari (benzene, eteri, triclorometano o cloroformio, tetracloruro di carbonio, ecc.). Infatti, in acqua, a valori neutri di pH, i gruppi carbossilici, ossidrilici o amminici, presenti nelle teste polari, sono dissociati e quindi in grado di solvatarsi, cioè di legare molecole di acqua, attraverso lo stabilirsi di forze elettrostatiche. 
Ma, la preponderanza che le catene alifatiche hanno nella molecola dei fosfolipidi non consente la solvatazione totale e quindi una completa solubilità. Questo fa sì che in un sistema acqua-aria, i fosfolipidi tendano a disporsi sulla superficie, con le teste rivolte verso la fase acquosa e le code verso quella gassosa, provocando una diminuzione della tensione superficiale (tensioattività dei fosfolipidi). Immergendo i fosfolipidi in acqua possiamo constatare che le teste di questi interagiranno con l'acqua mentre le code (idrofobiche) si disporranno a forma di micelle in cerchio (per esempio come quando mettiamo del detersivo in acqua) non interagendo con l'acqua. Nonostante l'insolubilità in acqua, i fosfolipidi possono disperdersi in acqua, dando luogo a emulsioni.
I diacil-fosfolipidi contenenti colina, detti genericamente lecitine, sono sostanze bianche, igroscopiche, cerose, molto solubili in etere, in alcol e nei grassi, per cui risultano essere potenti agenti emulsionanti.

### Polimorfismo dei fosfolipidi
Inoltre, le loro caratteristiche strutturali (forma allungata; marcata asimmetria; carattere polare presente in una porzione ristretta della molecola, con netta suddivisione della porzione polare da quella apolare; possibilità di formare due ordini di legami, interazioni forti tra le teste polari e interazioni deboli tra le code alifatiche) consentono ai fosfolipidi di presentare fasi liquido-cristalline. La fase liquido-cristallina (o di cristallo liquido) è una fase intermedia (o mesofase) tra la fase solida e quella liquida, per cui manifesta alcune proprietà caratteristiche del primo stato (es. disposizione ordinata delle molecole, che si allineano secondo l'asse longitudinale, con tendenza all'allineamento anche dei centri di gravità delle molecole; in contrasto con la disposizione casuale caratteristica dello stato fluido) e alcune del secondo (es. mobilità delle molecole all'interno del piano di allineamento). La proprietà dei fosfolipidi di formare fasi liquido-cristalline è alla base della struttura delle membrane cellulari.
Le fasi liquido-cristalline più frequenti e meglio conosciute formate dai fosfolipidi comprendono: fase lamellare monomolecolare, fase micellare (particelle sferiche), fase esagonale (particelle cilindriche) HI, fase lamellare bimolecolare e fase esagonale invertita HII, a queste vanno aggiunte le meno frequenti fasi cubica e rombica. Il tipo di fasi liquido-cristalline assunte dai singoli fosfolipidi dipende da diversi fattori. In primo luogo da temperatura e concentrazione, quindi dalla forma della molecola, che è data dalla conformazione della testa e della coda e dal loro ingombro sterico. L'ingombro della testa dipende dalla sua carica, dal grado di idrofilia e dalle repulsioni o attrazioni elettrostatiche con le teste delle molecole adiacenti. 
Nel caso delle code, la lunghezza e il grado di insaturazione delle catene alifatiche determinano il volume occupato dalla coda fosfolipidica. Infatti, la presenza di un doppio legame in conformazione cis in una delle catene alifatiche causa un inginocchiamento della catena, aumentando l'area occupata dalla molecola. La temperatura ha un'influenza rilevantissima, poiché essa determina il grado di agitazione termica delle catene alifatiche e, quindi, modifica fortemente il volume occupato dalle code.
Le molecole di forma conica, nelle quali la sezione dell'area occupata dalle catene degli acidi grassi è maggiore di quella occupata dalla testa polare (es. fosfatidiletanolammina, plasmeniletanolammina), tendono a formare, quando le condizioni di concentrazione lo consentono, fasi HII.
Le molecole di forma a cono invertito, nelle quali la sezione dell'area occupata dalla parte apolare è inferiore a quella occupata dalla testa polare, formano micelle e fasi HI. Appartengono a questo gruppo soltanto i gangliosidi (glicosfingofosfolipidi) e i lisofosfolipidi, che sono prodotti dall'idrolisi dei fosfolipidi da parte delle fosfolipasi e quindi possiedono un solo acido grasso.
Le molecole di forma cilindrica, in cui le sezioni delle aree occupate dagli acidi grassi e quelle della testa sono simili (es. fosfatidilcolina), formano lamine bimolecolari.
La possibilità di una singola specie fosfolipidica di presentare diverse fasi liquido-cristalline viene indicata come polimorfismo dei fosfolipidi.
Nelle emulsioni coesistono la fase liquida dell'acqua e la fase liquido-cristallina dei fosfolipidi, le cui caratteristiche variano, a parità di pressione, con la concentrazione e la temperatura. In un generico sistema fosfolipide/acqua, aumentando progressivamente la concentrazione, si osserva una successione di fasi liquido-cristalline.
Inizialmente, i fosfolipidi si dispongono sulla superficie libera della dispersione, dove formano domini di spessore monomolecolare, in cui le molecole del fosfolipide non sono distribuite casualmente, ma si dispongono, come accennato sopra, parallelamente tra loro e perpendicolarmente alla superficie della dispersione, con le teste polari immerse nella fase acquosa e con le code apolari rivolte verso la fase gassosa soprastante. Il monostrato bidimensionale così formato è più o meno compatto, in funzione delle forze di interazione tra le porzioni alifatiche (fortemente influenzate dalla lunghezza delle catene e dalla presenza di doppi legami), tra le teste polari e tra le teste polari e il solvente.
Insieme al monostrato di superficie, nel sistema coesiste una piccola percentuale di molecole fosfolipidiche in vera e propria soluzione acquosa, in equilibrio dinamico con il monostrato. Le molecole in soluzione assumono una configurazione spaziale tale da permettere la massima esposizione della testa polare e la minima esposizione della coda idrofoba, che tende ad assumere una conformazione ripiegata, compatibilmente con gli angoli di legame della catena alifatica.

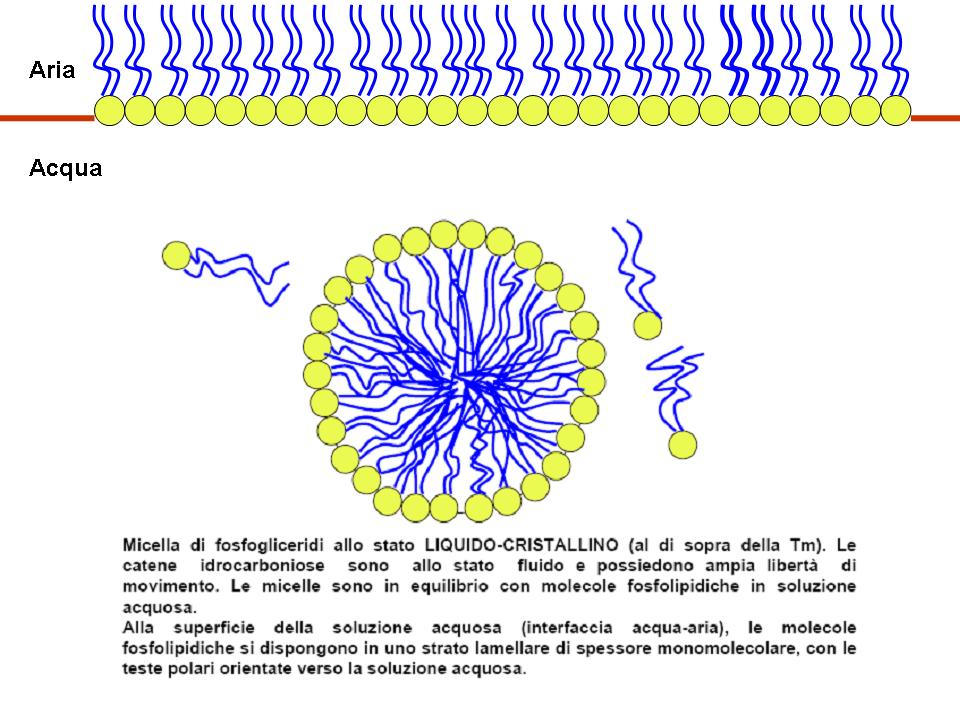
La formazione di micelle fosfolipidiche

Aumentando la concentrazione del fosfolipide, si raggiunge una concentrazione critica (concentrazione micellare critica), in corrispondenza della quale le molecole fosfolipidiche si aggregano per formare particelle disperse nella fase acquosa. La forma delle particelle, che può essere sferica prima e cilindrica poi oppure lamellare bimolecolare, dipenderà dalla forma delle molecole e dalla temperatura. Come già detto, le molecole a forma di cono invertito danno origine a micelle. Le micelle sono particelle sferiche, nelle quali i fosfolipidi sono disposti con le teste polari all'esterno, verso l'ambiente acquoso, e le code rivolte all'interno delle micelle. L'emulsione risultante, composta da micelle e molecole monomere in soluzione, è completamente trasparente e presenta proprietà isotrope.

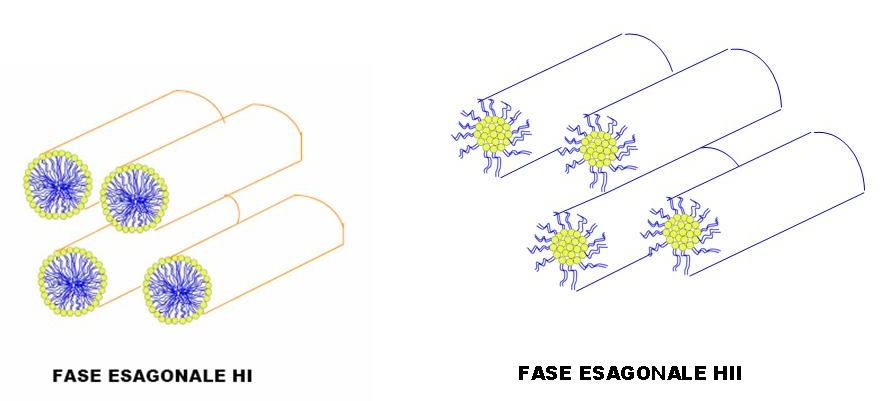
La formazione di molecole cilindriche

A concentrazione superiori, non potendo le micelle aumentare la loro superficie per accogliere nuove molecole (perché il raggio della particella è fisso e determinato dalla lunghezza delle catene alifatiche), si assiste alla formazione di particelle di forma cilindrica, nelle quali le molecole fosfolipidiche mantengono la stessa disposizione osservata nelle micelle, cioè molecole allineate tra loro con le teste rivolte verso l'esterno e le code verso l'interno della particella (fase HI). Le molecole di forma cilindrica o conica danno luogo a lamine bimolecolari, nelle quali le teste lipidiche sono in contatto con l'acqua e le code si fronteggiano. Le particelle saranno tanto più voluminose e ravvicinate, quanto maggiore sarà la concentrazione del fosfolipide.
Aumentando ulteriormente la concentrazione, non si avrà più una dispersione di olio in acqua, bensì una di acqua in olio, per cui si può osservare la formazione di cilindri invertiti (fase HII), mentre i cilindri HI sono caratteristici delle dispersioni olio in acqua. Nei cilindri invertiti le molecole sono disposte con le teste polari rivolte verso l'interno del cilindro, che in questo caso contiene la fase acquosa, e le code apolari rivolte verso l'esterno, verso le code dei fosfolipidi dei cilindri adiacenti. La fase HII è comune nelle molecole di forma conica, ma, se la temperatura è sufficiente, si riscontrano anche nei fosfolipidi di forma cilindrica. Le forze che permettono il passaggio da lamine bimolecolari a particelle cilindriche invertite sono rappresentate dalla repulsione tra le catene alifatiche, determinata principalmente dall'agitazione termica, e dall'attrazione delle teste fra molecole di particelle adiacenti, il cui contatto è facilitato dall'aumento della concentrazione.

### Temperatura critica o Tm

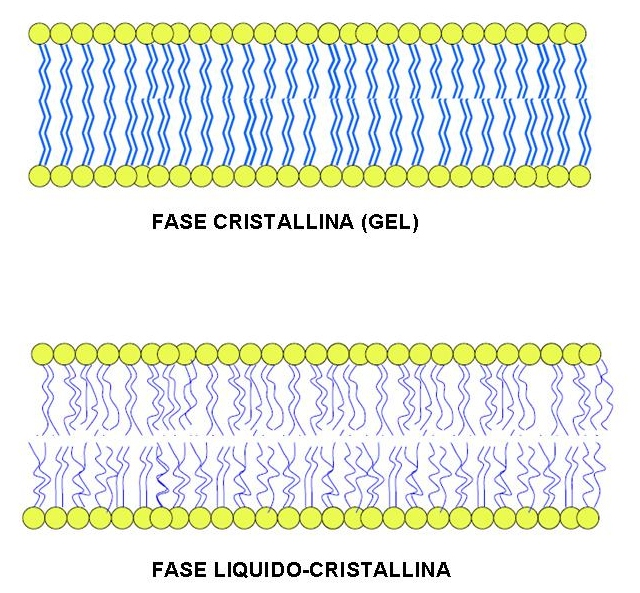
La fase liquido-cristallina

Al di sotto di una specifica temperatura, detta temperatura critica TC (o temperatura di transizione o di fusione Tm, da melting), caratteristica per ciascuna specie fosfolipidica, si osserva la comparsa di una nuova fase, quella solida. Il passaggio dalla fase fluida liquido-cristallina a quella solida (o cristallina), comporta la cristallizzazione delle catene idrocarboniose, che perdono la mobilità caratteristica dello stato fluido. La fase laminare cristallina è stata denominata da Luzzatti L beta e L beta', a seconda che le catene idrocarboniose siano orientate, rispettivamente, parallelamente alla perpendicolare alla superficie delle lamine bimolecolare o inclinate rispetto a essa. La fase laminare liquido-cristallina è stata denominata L alfa.
La maggioranza dei fosfolipidi delle membrane biologiche è costituita da diacil-fosfogliceridi contenenti acidi grassi con un numero di atomi di carbonio pari o maggiore a 16, tale da consentire il passaggio delle membrane allo stato cristallino (gel). Tuttavia la presenza di insaturazione delle catene degli acidi grassi, così come del colesterolo, consentono alle membrane cellulari di mantenersi, alle temperature corporee fisiologiche, allo stato liquido-cristallino. Delle numerose (oltre cento) specie lipidiche presenti nella membrana plasmatica, soltanto la sfingomielina mostra una Tm vicina alle temperature fisiologiche, quale conseguenza della presenza di un doppio legame trans nella sfingosina e del minor grado di instaurazione degli acidi grassi che la compongono.
Diversi fattori influiscono sulla temperatura di transizione:
- lunghezza degli acidi grassi;
- grado di insaturazione degli acidi grassi;
- idrofilia della testa polare,

| Tm  | Acidi Grassi | Fosfolipidi           |
| --- | ------------ | --------------------- |
| -1  | 12:0/12:0    | Fosfatidilcolina      |
| 23  | 14:0/14:0    | "                     |
| 41  | 16:0/16:0    | "                     |
| 54  | 18:0/18:0    | "                     |
| -36 | 16:1/16:1    | "                     |
| -5  | 16:0/18:1    | "                     |
| -20 | 18:1/18:1    | "                     |
| 41  | 16:0/16:0    | Fosfatidilglicerolo   |
| 63  | 16:0/16:0    | Fosfatidiletanolamina |
| 67  | 16:0/16:0    | Acido fosfatidico     |
| 55  | 16:0/16:0    | Fosfatidilserina      |
| 57  | 16:0/16:0    | Cardiolipina          |

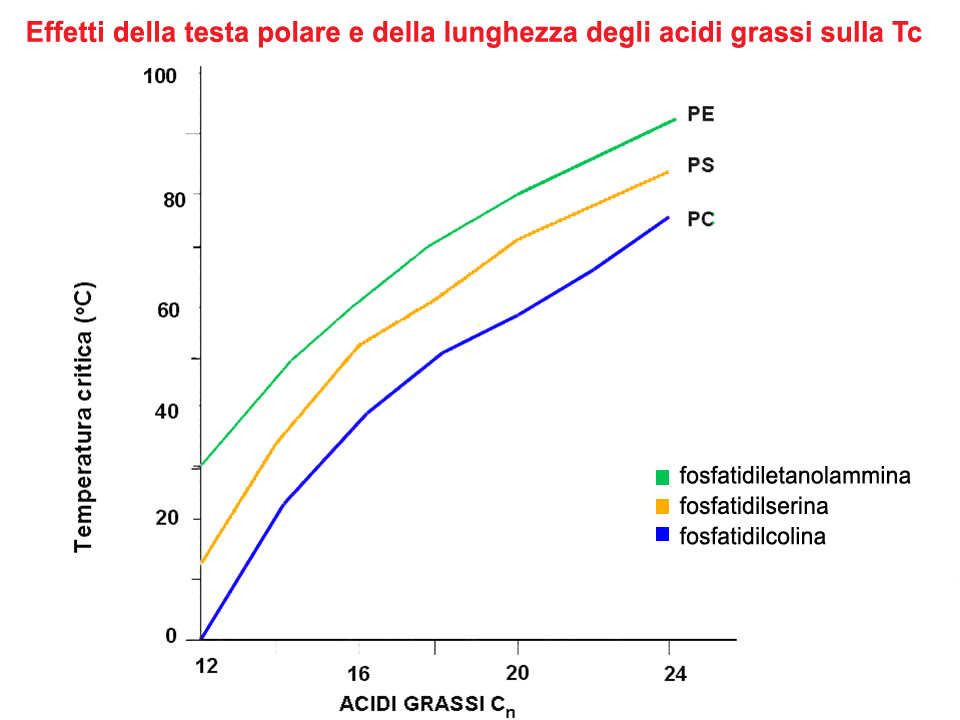
Variazione della Tc in relazione alla testa polare e alla lunghezza delle catene idrofobiche

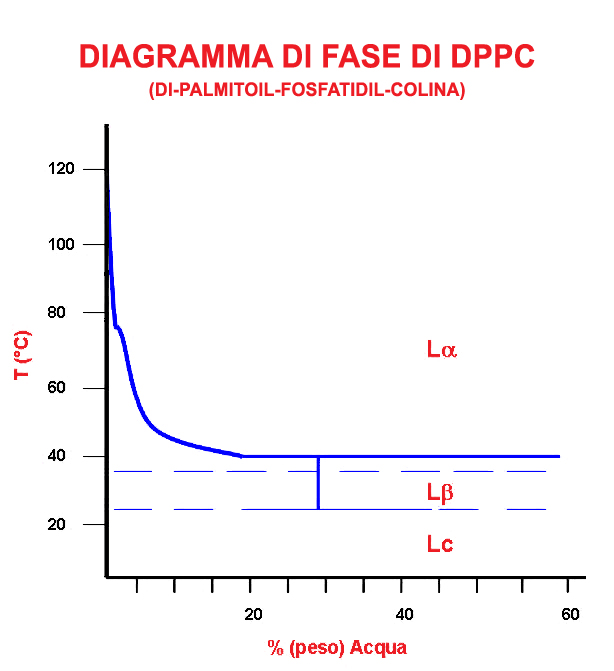
Diagramma di fase della miscela acqua/dipalmitoilfosfatidilcolina (DPPC)

Diagramma di fase miscela DPPC/colesterolo

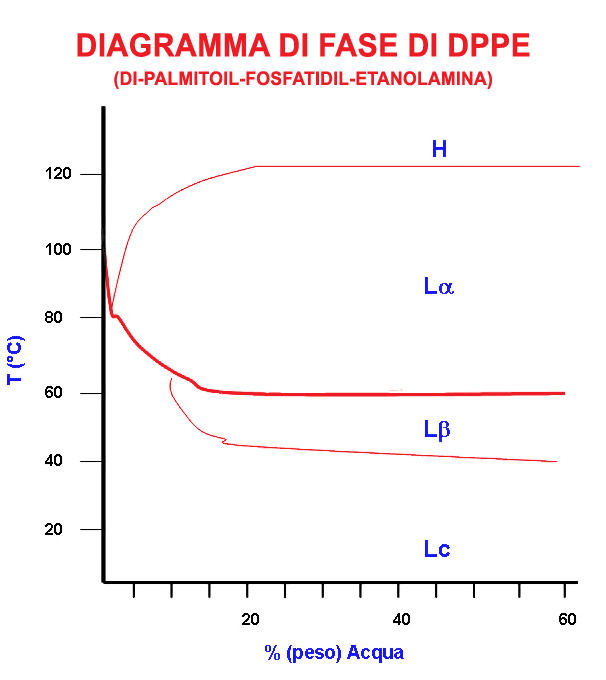
Diagramma di fase della miscela acqua/di-palmitoil-fosfatidiletanolammina (DPPE)

Nel caso della fosfatidilcolina (PC), per ogni allungamento di due atomi di carbonio degli acidi grassi, la Tm aumenta di circa 20 °C, mentre a parità di lunghezza la presenza di un doppio legame riduce la Tm approssimativamente di 60 °C. La fosfatidilcolina ha valori di Tm più bassi di circa 20 °C rispetto alle corrispondenti specie di fosfatidiletanolamina (PE), poiché il maggior volume occupato dalla testa idratata della PC provoca l'angolatura delle catene idrocarboniose. Le teste della PE occupano poco spazio per la formazione di legami idrogeno tra i gruppi –NH e i gruppi -PO-4, mentre le teste di PC, prive di gruppi donatori, interagiscono attraverso le molecole di acqua legate, cosicché l'area occupata da ciascuna testa misura 47-54 Å, molto di più dell'area di sezione occupata dalle due catene idrocarboniose.
La presenza di catene insature provoca un maggiore disordine nell'allineamento delle catene, mentre le catene sature con il loro allineamento favoriscono la formazione di un reticolo rigido. Infatti, i doppi legami con configurazione cis (che costituiscono la configurazione di quasi tutti gli acidi grassi insaturi naturali) causa un inginocchiamento della catena carboniosa, rendendo più difficile l'interazione con le molecole vicine; al contrario le configurazioni trans hanno quasi la stessa conformazione delle catene sature (la sfingosina presenta un doppio legame trans). L'inginocchiamento della catena carboniosa, riduce la lunghezza dei segmenti paralleli che interagiscono con le catene alifatiche delle molecole vicine, ottenendo lo stesso effetto di un accorciamento della catena e riducendo di conseguenza la Tm.
Ad esempio, la di-stearoil-fosfatidilcolina (l'acido stearico, C18, è un acido grasso saturo) passa allo stato liquido-cristallino alla temperatura di 60 °C, mentre la 1-stearoil, 2-oleilfosfatidilcolina (l'acido oleico, C18, è monoinsaturo) presenta una Tm di 35 °C. Per ogni diacil-enoil-fosfolipide la più bassa Tm possibile si ha quando il doppio legame occupa la posizione intermedia tra la fine della catena e il glicerolo: Allontanandosi il doppio legame dalla posizione intermedia, la lunghezza del segmento parallelo aumenta progressivamente e diventano maggiori le interazioni con le catene vicine. L'aggiunta di ulteriori doppi legami provoca soltanto piccole ulteriori riduzioni della Tm.
Nel diagramma di fase della di-palmitoil-fosfatidil-etanolamina (DPPE), è da notare che a temperature molto elevate si ha la comparsa della fase HII (esagonale invertita), nella quale le teste polari sono rivolte verso l'interno delle particelle fosfolipidiche cilindriche. La formazione di tale fase è dovuta alle ridotte dimensioni della testa polare rispetto al volume occupato dalle code idrocarburiche, che alle alte temperature aumenta notevolmente per effetto dell'agitazione termica.

### Miscele fosfolipidi-colesterolo: effetti del colesterolo sulla fisica dei fosfolipidi
Sebbene il colesterolo sia troppo idrofobico per formare, in dispersione pura, lamine bimolecolari, tuttavia esso può inserirsi nelle lamine fosfolipidiche, intercalandosi tra le molecole lipidiche. Il nucleo steroideo del colesterolo ha una struttura planare relativamente rigida, che viene in contatto con i gruppi CH2 prossimali (C1 – C10) delle catene alifatiche dei fosfolipidi, mentre il suo gruppo ossidrilico in posizione 3 è in contatto con l'ambiente acquoso, posizionandosi nei pressi della testa polare dei fosfolipidi, nelle immediate vicinanze del gruppo carbossilico esterificato degli acidi grassi. Per questa sua posizione, il colesterolo riduce la libertà di movimento del tratto prossimale (più vicino al glicerolo) delle catene degli acidi grassi, con scarso effetto sul tratto distale, che occupa il centro della lamina bimolecolare.
Gli studi di risonanza hanno, infatti, dimostrato che il colesterolo aumenta l'ordine del tratto prossimale delle catene alifatiche, diminuendo l'isomerizzazione trans-gauche e gli inginocchiamenti transitori delle catene stesse.

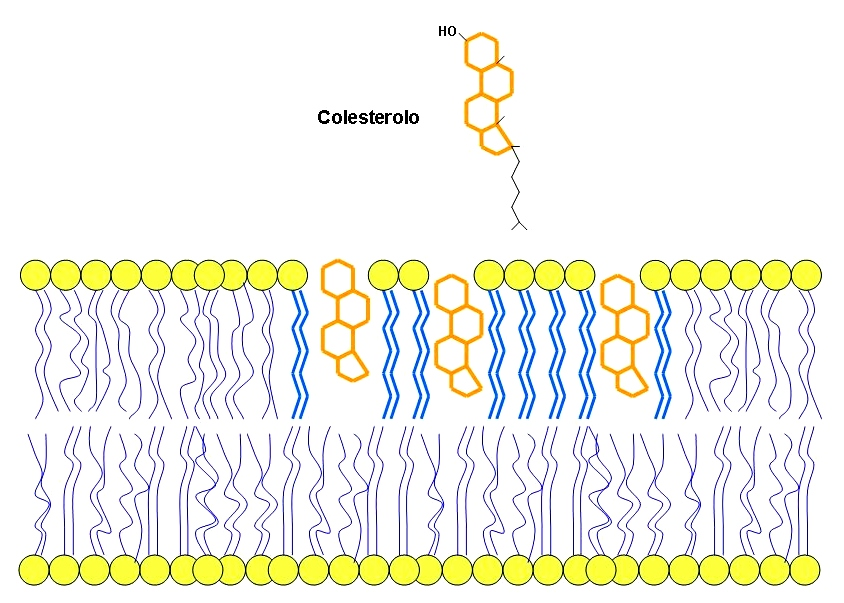
Effetti del colesterolo sui fosfolipidi

Quindi, a causa della rigidità della sua struttura, l'effetto del colesterolo sui fosfolipidi, a temperature al di sopra della Tm, è quello di aumentare l'ordine del tratto prossimale delle catene degli acidi grassi, mentre l'effetto sul tratto distale, al centro del doppio strato lipidico, è scarso. Al contrario, a temperature inferiori alla Tm, l'effetto del colesterolo è quello di diminuire l'ordine delle catene alifatiche degli acidi grassi e di ostacolarne la cristallizzazione, in quanto interferisce con l'interazione CH2-CH2 tra le catene idrocarboniose dei fosfolipidi.
Questi effetti del colesterolo sulle catene idrocarboniose fanno sì che nelle miscele binarie e ternarie colesterolo-fosfolipidi si possa osservare la comparsa di una nuova fase. La nuova fase che si forma è stata denominata da Zuckermann (1993) liquido-ordinata o lo, intermedia tra la fase cristallina e quella liquido-cristallina. Le catene idrocarboniose in fase lo sono distese e strettamente impaccate, come nella fase cristallina, ma conservano un alto grado di mobilità laterale.
Nelle miscele binarie di colesterolo con un fosfolipide con acidi grassi saturi (che quindi ha una elevata Tm), al di sopra della Tm si separa una fase lo da una fase liquido-cristallina (ld, liquido disordinata), mentre al di sotto della Tm la fase lo si separa dalla fase cristallina (So, solida). Tuttavia, quando il colesterolo è in concentrazione sufficientemente elevata, viene impedita la formazione della fase cristallina e la miscela è tutta in fase lo.
Gli effetti del colesterolo sulla transizione di fase da liquido-cristallina a solida risultano particolarmente evidenti con la calorimetria differenziale a scansione, tecnica che misura la quantità di calore assorbito o liberato dal campione in esame, quando va incontro a transizione di fase. Il picco di transizione riflette l'energia richiesta per la fusione delle catene idrocarboniose, mentre l'ampiezza del picco riflette il numero di molecole che subiscono simultaneamente la transizione.
La presenza di colesterolo in una dispersione fosfolipidica riduce progressivamente, con l'aumentare del gradiente di concentrazione del colesterolo, l'altezza del picco, mentre incrementa l'ampiezza della sua base, finché raggiunta una concentrazione critica non si registra più alcuna variazione calorimetrica.

### Importanza biologica del polimorfismo fosfolipidico
Il polimorfismo lipidico sembra avere importanza in alcuni fenomeni delle membrane cellulari, quali le fusioni tra membrane, l'esocitosi e l'endocitosi. Per spiegare questi fenomeni è stato formulato da Cullis e Knijff nel 1980 il "modello di mosaico metamorfico", secondo il quale i lipidi di membrana assumerebbero transitoriamente, in determinate condizioni, una struttura diversa da quella bilaminare, particolarmente quella esagonale. Questo modello tiene conto degli studi sul polimorfismo dei lipidi condotti in questi ultimi trent'anni, fra i quali vanno ricordati quelli di Luzzatti a cavallo degli anni 1960-1970.
Fra i principali fosfolipidi della membrana plasmatica, la fosfatidilcolina (FC), la fosfatidilserina (FS), il fosfatidilglicerolo (FG), la cardiolipina (CL) e la sfingomielina (SM) preferiscono la fase lamellare, la fosfatidiletanolammina (FE) e la plasmeniletanolammina (PE) prediligono la fase esagonale invertita HII, mentre i glicosfingolipidi (gangliosidi) la fase HI.
Nella plasmeniletanolammina, la forma conica della molecola e, quindi, la preferenza per la fase HII, è conseguente alla frequente presenza di acido arachidonico in posizione 2, nonché alla minore idrofilia della testa polare per assenza del gruppo carbossilico caratteristico degli esteri, la quale permette una più forte interazione (legami idrogeno) tra le teste fosfolipidiche, che così vengono a occupare un volume ridotto rispetto alle code.
La preferenza dei singoli fosfolipidi per una determinata fase liquido-cristallina, la distribuzione asimmetrica dei fosfolipidi nelle membrane cellulari, con prevalenza della fosfatidiletanolammina e della plasmeniletanolammina nel foglietto interno e dei lipidi contenenti colina nel foglietto esterno, unitamente alla possibilità di variare per via enzimatica (fosfolipasi) il contenuto in acidi grassi delle code apolari dei fosfolipidi e quindi la forma delle molecole, sono tutti elementi che consentono la formazione, transitoria e circoscritta, di strutture non lamellari all'interno delle membrane cellulari, durante lo svolgimento delle complesse funzioni cellulari, a cui si è sopra accennato.